# Maurício Alves Peruchi
Maurício Alves Peruchi (* 2. Januar 1990 in Montanha, Espírito Santo, Brasilien; † 12. April 2014 in Grugies, Département Aisne, Frankreich) war ein brasilianischer Fußballspieler. Er begann seine Laufbahn beim brasilianischen Club Avaí FC und  nach Zwischenstationen in den B- & C-Teams des spanischen Vereins FC Villarreal wurde er 2012 von US Boulogne aus der dritten französischen Liga verpflichtet.
Er starb am 12. April 2014 im Alter von 24 Jahren bei einem Verkehrsunfall auf der Autoroute A26 bei Grugies.

## Erfolg
Fluminense
- Copa do Brasil: 2007